# Іскандарово (Давлекановський район)
Ісканда́рово (рос. Искандарово, башк. Искәндәр) — село у складі Давлекановського району Башкортостану, Росія. Входить до складу Бік-Кармалинської сільської ради.
Населення — 254 особи (2010; 252 в 2002).
Національний склад:
- татари — 75 %